# ZDF
Друга немачка телевизија јавни је телевизијски канал Немачке са седиштем у Мајнцу. Води га независна беспрофитна агенција коју су заједно створиле немачке савезне покрајне. Финансира се преко претплате и оглашавања.
Станица је са емитовањем почела 1. априла 1963. године у Ешборну, а 1967. године је почела са емитовањем програма у боји. Године 1974, након краћег времена емитовања из Висбадена, преселила се у Мајнц.

## Остали канали
такође емитује канале KiKa, arte, 3sat и Phoenix заједно са другим мрежама. Његов дигитални пакет по имену ZDFvision садржи канале ZDFneo, ZDFinfo, ZDFkultur и ZDF HD.